# الحاكم العام للنرويج
الحاكم العام للنرويج (بالسويدية: Riksståthållare)‏(بالدنماركية: Rigsstatholder)‏ أي يعني "مضيف المملكة" (انظر ستاتهاودر)، كان الرئيس المعين للحكومة النرويجية في غياب الملك وقت الاتحاد مع الدنمارك والسويد.

## الحاكم العام وقت الاتحاد مع الدنمارك
تأسس منصب الحاكم العام للنرويج في عام 1556، كان الحاكم العام عادة في نفس الوقت Akershus len وكان ذو أعلى سلطة في البلاد.
| #                                           | الصورة                       | الاسم (الميلاد–الوفاة) | استلم المنصب   | ترك المنصب       | المدة       |
| ------------------------------------------- | ---------------------------- | --- | -------------- | ---------------- | ----------- |
| -                                           | Christen Munk                | Christen Munk (ق. 1520–1579) تحت حكم كريستيان الثالث وفريدريك الثاني ملك الدنمارك                                                                      | 1556           | 1572             | 15–16 سنوات |
| 1                                           | Pouel Ottesen Huitfeldt      | Pouel Ottesen Huitfeldt (ق. 1529–1592) تحت حكم فريدريك الثاني ملك الدنمارك                                                                             | 1572           | 1577             | 4–5 سنوات   |
| 2                                           | لودفيغ مونك                  | لودفيغ مونك (ق. 1532–1602) تحت حكم فريدريك الثاني ملك الدنمارك                                                                                         | 9 يوليو 1577   | 1583             | 5–6 سنوات   |
| 3                                           | Axel Gyldenstjerne           | Axel Gyldenstjerne (ق. 1537–1603) تحت حكم كريستيان الرابع ملك الدنمارك والنرويج                                                                        | 1588           | 1601             | 12–13 سنوات |
| 4                                           | Jørgen Friis                 | Jørgen Friis (ق. 1543–1616) تحت حكم كريستيان الرابع ملك الدنمارك والنرويج                                                                              | 1601           | 1608             | 6–7 سنوات   |
| 5                                           | Enevold Kruse                | Enevold Kruse (ق. 1554–1621) تحت حكم كريستيان الرابع ملك الدنمارك والنرويج                                                                             | 1608           | 1618             | 9–10 سنوات  |
| 6                                           | Jens Hermansson Juel         | Jens Hermansson Juel (1580–1634) تحت حكم كريستيان الرابع ملك الدنمارك والنرويج                                                                         | 1618           | 1629             | 10–11 سنوات |
| 7                                           | Christoffer Urne             | Christoffer Urne (1593–1663) تحت حكم كريستيان الرابع ملك الدنمارك والنرويج                                                                             | 1629           | 1642             | 12–13 سنوات |
| 8                                           | Hannibal Sehested            | Hannibal Sehested (1609–1666) تحت حكم كريستيان الرابع ملك الدنمارك والنرويج وفريدريك الثالث ملك الدنمارك والنرويج                                      | 1642           | 24 June 1651     | 8–9 سنوات   |
| 9                                           | Gregers Krabbe               | Gregers Krabbe (1594–1655) تحت حكم فريدريك الثالث ملك الدنمارك والنرويج                                                                                | 1651           | 20 December 1655 | 3–4 سنوات   |
| 10                                          | Niels Trolle                 | Niels Trolle (1599–1667) تحت حكم فريدريك الثالث ملك الدنمارك والنرويج                                                                                  | 1656           | 28 March 1661    | 4–5 سنوات   |
| 11                                          | Iver Krabbe                  | Iver Krabbe (1602–1666) تحت حكم فريدريك الثالث ملك الدنمارك والنرويج                                                                                   | 8 Oct 1661     | 1664             | 2–3 سنوات   |
| 12                                          | Ulrik Frederik Gyldenløve    | Ulrik Frederik Gyldenløve (1638–1704) تحت حكم فريدريك الثالث ملك الدنمارك والنرويج وكريستيان الخامس ملك الدنمارك                                       | يناير 1664     | 1699             | 34–35 سنوات |
| 13                                          | Frederik Gabel               | Frederik Gabel (ق. 1640–1708) الحاكم العام بالوكالة تحت حكم فريدريك الرابع ملك الدنمارك                                                                | 30 سبتمبر 1699 | 1708             | 8–9 سنوات   |
| 14                                          | Johan Vibe                   | Johan Vibe (1634–1710) الحاكم العام بالوكالة تحت حكم فريدريك الرابع ملك الدنمارك                                                                       | 10 أبريل 1708  | 22 فبراير 1710   | 1 سنة       |
| 15                                          | Woldemar Løvendal            | Woldemar Løvendal (1660–1740) تحت حكم فريدريك الرابع ملك الدنمارك                                                                                      | 1 أغسطس 1710   | 30 أبريل 1712    | 1 سنة       |
| 16                                          | Claus Henrik Vieregg         | Claus Henrik Vieregg (1655–1713) الحاكم العام بالوكالة تحت حكم فريدريك الرابع ملك الدنمارك                                                             | 4 أغسطس 1712   | 14 يوليو 1713    | 0 سنوات     |
| 17                                          | فريدريك كراغ                 | فريدريك كراغ (1655–1728) الحاكم العام بالوكالة تحت حكم فريدريك الرابع ملك الدنمارك                                                                     | 19 سبتمبر 1713 | 1722             | 8–9 سنوات   |
| 18                                          | Ditlev Vibe                  | Ditlev Vibe (1670–1731) تحت حكم فريدريك الرابع ملك الدنمارك وكريستيان السادس ملك الدنمارك                                                              | 17 أبريل 1722  | 5 أكتوبر 1731    | 9 سنوات     |
| 19                                          | Christian Rantzau            | Christian Rantzau (1684–1771) تحت حكم كريستيان السادس ملك الدنمارك                                                                                     | 1733           | 1739             | 7–8 سنوات   |
| المنصب شاغر (1739–1750)                     |                              | |                |                  |             |
| 20                                          | ياكوب بينزون [لغات أخرى]‏     | ياكوب بينزون ‏ (1688–1775) الحاكم العام بالوكالة (1750-1770) الحاكم العام (1770-1771) تحت حكم فريدريك الخامس ملك الدنمارك وكريستيان السابع ملك الدنمارك | 11 سبتمبر 1750 | 8 فبراير 1771    | 20 سنوات    |
| -                                           | كارل أمير هسن-كاسل           | كارل أمير هسن-كاسل (1744–1836) تحت حكم كريستيان السابع ملك الدنمارك                                                                                    | 4 يوليو 1766   | يناير 1768       | 1 سنة       |
| المنصب شاغر (8 فبراير 1771 – 25 يوليو 1809) |                              | |                |                  |             |
| 21                                          | كارل أوغست (ولي عهد السويد)  | كارل أوغست (ولي عهد السويد) (1768–1810) تحت حكم فريدريك السادس ملك الدنمارك                                                                            | 25 يوليو 1809  | 11 يناير 1810    | 0 سنوات     |
| 22                                          | Prince Frederik of Hesse     | Prince Frederik of Hesse (1771–1845) تحت حكم فريدريك السادس ملك الدنمارك                                                                               | 11 يناير 1810  | 11 مايو 1813     | 3 سنوات     |
| 23                                          | كريستيان الثامن ملك الدنمارك | كريستيان الثامن ملك الدنمارك (1786–1848) تحت حكم فريدريك السادس ملك الدنمارك                                                                           | 11 مايو 1813   | 16 فبراير 1814   | 0 سنوات     |

## الحاكم العام وقت الاتحاد السويدي النرويجي
| #                                        | الصورة                              | الاسم (الميلاد–الوفاة)                                                                 | استلم المنصب | ترك المنصب | المدة     |
| ---------------------------------------- | ----------------------------------- | -------------------------------------------------------------------------------------- | ------------ | ---------- | --------- |
| 1                                        | الكونت Hans Henric von Essen        | الكونت Hans Henric von Essen (1755–1824) تحت حكم كارل الثالث عشر                       | 1814         | 1816       | 1–2 سنوات |
| 2                                        | الكونت Carl Carlsson Mörner         | الكونت Carl Carlsson Mörner (1755–1821) تحت حكم كارل الثالث عشر                        | 1816         | 1818       | 1–2 سنوات |
| 3                                        | Johan August Sandels                | Johan August Sandels (1764–1831) تحت حكم كارل الرابع عشر يوهان                         | 1818         | 1827       | 8–9 سنوات |
| 4                                        | Count Baltzar von Platen            | Count Baltzar von Platen (1766–1829) تحت حكم الملك كارل الرابع عشر يوهان               | 1827         | 1829       | 1–2 سنوات |
| المنصب شاغر (1829 – 1836)                |                                     |                                                                                        |              |            |           |
| 5                                        | Johan Caspar Herman Wedel-Jarlsberg | Johan Caspar Herman Wedel-Jarlsberg (1779–1840) تحت حكم كارل الرابع عشر يوهان          | 1836         | 1840       | 3–4 سنوات |
| المنصب شاغر (1840 – 1841)                |                                     |                                                                                        |              |            |           |
| 6                                        | Severin Løvenskiold                 | Severin Løvenskiold (1777–1856) تحت حكم كارل الرابع عشر يوهان وأوسكار الأول ملك السويد | 1841         | 1856       | 14–15 سنة |
| المنصب شاغر (1856 – 1873) ثم ألغي المنصب |                                     |                                                                                        |              |            |           |

## للاستزادة
- WorldStatesmen – Norway
- Statholderembetet 1572–1771